# Montsauche-les-Settons
Montsauche-les-Settons és un municipi francès, situat al departament del Nièvre i a la regió de Borgonya - Franc Comtat. L'any 2007 tenia 551 habitants.

## Demografia

### Població
El 2007 la població de fet de Montsauche-les-Settons era de 551 persones. Hi havia 284 famílies, de les quals 126 eren unipersonals (61 homes vivint sols i 65 dones vivint soles), 93 parelles sense fills, 49 parelles amb fills i 16 famílies monoparentals amb fills.
La població ha evolucionat segons el següent gràfic:
Habitants censats

### Habitatges
El 2007 hi havia 624 habitatges, 291 eren l'habitatge principal de la família, 279 eren segones residències i 54 estaven desocupats. 577 eren cases i 44 eren apartaments. Dels 291 habitatges principals, 212 estaven ocupats pels seus propietaris, 58 estaven llogats i ocupats pels llogaters i 21 estaven cedits a títol gratuït; 11 tenien una cambra, 24 en tenien dues, 67 en tenien tres, 80 en tenien quatre i 108 en tenien cinc o més. 191 habitatges disposaven pel capbaix d'una plaça de pàrquing. A 138 habitatges hi havia un automòbil i a 88 n'hi havia dos o més.

### Piràmide de població
La piràmide de població per edats i sexe el 2009 era:
| Homes | Edats   | Dones |
| ----- | ------- | ----- |
| 0     | 95 o +  | 0     |
| 0     | 90 a 94 | 0     |
| 8     | 85 a 89 | 4     |
| 16    | 80 a 84 | 12    |
| 24    | 75 a 79 | 28    |
| 16    | 70 a 74 | 20    |
| 24    | 65 a 69 | 20    |
| 32    | 60 a 64 | 8     |
| 4     | 55 a 59 | 24    |
| 32    | 50 a 54 | 24    |
| 28    | 45 a 49 | 16    |
| 12    | 40 a 44 | 16    |
| 12    | 35 a 39 | 16    |
| 12    | 30 a 34 | 16    |
| 28    | 25 a 29 | 20    |
| 8     | 20 a 24 | 20    |
| 24    | 15 a 19 | 0     |
| 20    | 10 a 14 | 20    |
| 24    | 5 a 9   | 16    |
| 8     | 0 a 4   | 16    |

## Economia
El 2007 la població en edat de treballar era de 315 persones, 209 eren actives i 106 eren inactives. De les 209 persones actives 190 estaven ocupades (104 homes i 86 dones) i 18 estaven aturades (10 homes i 8 dones). De les 106 persones inactives 65 estaven jubilades, 13 estaven estudiant i 28 estaven classificades com a «altres inactius».

### Ingressos
El 2009 a Montsauche-les-Settons hi havia 285 unitats fiscals que integraven 540 persones, la mediana anual d'ingressos fiscals per persona era de 16.138 €.

### Activitats econòmiques
Dels 59 establiments que hi havia el 2007, 1 era d'una empresa extractiva, 2 d'empreses alimentàries, 2 d'empreses de fabricació d'altres productes industrials, 11 d'empreses de construcció, 6 d'empreses de comerç i reparació d'automòbils, 2 d'empreses de transport, 13 d'empreses d'hostatgeria i restauració, 1 d'una empresa d'informació i comunicació, 2 d'empreses financeres, 3 d'empreses immobiliàries, 7 d'empreses de serveis, 8 d'entitats de l'administració pública i 1 d'una empresa classificada com a «altres activitats de serveis».
Dels 23 establiments de servei als particulars que hi havia el 2009, 1 era una oficina d'administració d'Hisenda pública, 1 gendarmeria, 1 oficina de correu, 1 una oficina bancària, 2 tallers de reparació d'automòbils i de material agrícola, 3 paletes, 2 fusteries, 3 lampisteries, 1 electricista, 1 perruqueria, 1 veterinari, 5 restaurants i 1 agència immobiliària.
Dels 4 establiments comercials que hi havia el 2009, 3 eren botiges de menys de 120 m² i 1 una botiga de menys de 120 m².
L'any 2000 a Montsauche-les-Settons hi havia 25 explotacions agrícoles que ocupaven un total de 1.156 hectàrees.

## Equipaments sanitaris i escolars
El 2009 hi havia 1 centre de salut, 1 farmàcia i 1 ambulància.
El 2009 hi havia una escola elemental. Montsauche-les-Settons disposava d'un col·legi d'educació secundària amb 100 alumnes.

## Poblacions més properes
El següent diagrama mostra les poblacions més properes.